# Индустриальный (Красноярск)
Индустриальный — бывший посёлок городского типа (рабочий посёлок) в Красноярском крае. В 1963 году был присоединён к Красноярску.

## История
Был построен в 1955 году для строителей Красноярского завода КрАЗ на месте пустыря «Волчий гребень». Статус рабочего посёлка — с того же года. В 1956 году были построены: школа, детский сад, клуб, два магазина. В 1963 году вошёл в черту города Красноярска как часть Центрального района, позже стал частью Советского района.

## Современное состояние
В 1997 году поселок был расселен по причине неблагоприятной экологической обстановки. Население было переселено в другие районы Красноярска. В настоящее время в посёлке сохранилось лишь одно жилое общежитие для работников расположенной рядом ИТК. 

## Транспорт
В настоящее время пассажирское сообщение осуществляется автобусом №22 "ж/к "Ясный" - ИТК" с интервалом 30 минут в часы пик. До начала 1990-х годов до железнодорожного переезда на окраине поселка в часы пик осуществлялось троллейбусное движение маршрутом № 9А "Спортзал - п.Индустриальный".